# Toczeń rumieniowaty noworodków
Toczeń rumieniowaty noworodków (ang. neonatal lupus erythematosus, NLE) – rzadka postać tocznia rumieniowatego, występująca u dzieci matek z chorobami układowymi. Spowodowana jest przechodzącymi przez łożysko przeciwciałami przeciwjądrowymi w klasie IgG typu anty-Ro (SS-A) lub anty-La (SS-B). Wyróżnia się postacie choroby: skórną, sercową i hematologiczną. Objawy skórne nie występują u noworodków zaraz po urodzeniu; rozwijają się dopiero po kilku tygodniach życia.